# Liste von NHL-Rekorden
Dieser Artikel listet ausgewählte Rekorde der National Hockey League (NHL) auf. Die Liste ist grundlegend in Spieler- und Teamrekorde gegliedert, die weitere Unterteilung erfolgt nach statistischem Kriterium (Tore, Vorlagen usw.), nach Zeiteinheit (pro Saison, pro Spiel usw.) oder nach anderen Besonderheiten (Position, Rookies usw.). Die Statistiken befinden sich dabei auf dem Stand zum Ende der Saison 2024/25.

## Erläuterungen
In ihrer mittlerweile über hundertjährigen Geschichte erlebte die National Hockey League eine Reihe von Änderungen, sowohl in Bezug auf den Verlauf der Saison (Anzahl von Teams und Spielen) als auch in Bezug auf die Spielregeln. Demzufolge sind die meisten angegebenen Rekorde nur zu einem gewissen Grad durch die gesamte Historie der Liga hinweg vergleichbar. Im Abschnitt Teamrekorde wird versucht, diesem Umstand durch eine Einteilung auf die Zeit vor und nach der großen Expansion von 1967 zumindest teilweise gerecht zu werden. Außerdem werden zahlreiche Statistiken erst seit einem bestimmten Jahr erfasst oder aufgeführt, darüber gibt die folgende Übersicht Auskunft:
- Tore, Vorlagen, Scorerpunkte in Über- und Unterzahl: seit 1933/34
- Plus/Minus: seit 1959/60
- Empty Net Goals: seit 1933/34
- Tore aus Penalty Shots: seit 1934/35
- Schüsse: seit 1959/60
- geblockte Schüsse: seit 2005/06
- Checks: seit 2005/06

## Spielerrekorde

### Saisons, Spiele, Teams
- meiste Saisons: Gordie Howe & Chris Chelios, je 26
- meiste Playoff-Teilnahmen: Chris Chelios, 24
- meiste ununterbrochene Playoff-Teilnahmen: Larry Robinson & Nicklas Lidström, je 20
- meiste Spiele: Patrick Marleau, 1779
- meiste Playoff-Spiele: Chris Chelios, 266
- meiste Spiele inklusive Playoffs: Mark Messier, 1992
- meiste Spiele in einer Saison: Jimmy Carson & Bob Kudelski, je 86
- für die meisten Teams gespielt: Mike Sillinger, 12

### Tore
Reguläre Saison
| gesamte Karriere - meiste Tore: Alexander Owetschkin, 897 - meiste Überzahltore: Alexander Owetschkin, 326 - meiste Unterzahltore: Wayne Gretzky, 73 - meiste spielentscheidende Tore: Alexander Owetschkin, 136 - meiste Overtime-Tore: Alexander Owetschkin, 27 - meiste erste Tore in einem Spiel: Alexander Owetschkin, 150 - meiste Empty Net Goals: Alexander Owetschkin, 65 - meiste Tore aus Penalty Shots: Pawel Bure & Brad Marchand, je 7 - meiste Tore im Shootout: Patrick Kane, 53 - meiste Hattricks: Wayne Gretzky, 50 | pro Saison - meiste Tore: Wayne Gretzky, 1981/82, 92 - meiste Überzahltore: Tim Kerr, 1985/86, 34 - meiste Unterzahltore: Mario Lemieux, 1988/89, 13 - meiste spielentscheidende Tore: Phil Esposito (2×) & Michel Goulet, je 16 - meiste Overtime-Tore: Leon Draisaitl, 2024/25, 6 - meiste erste Tore in einem Spiel: Brett Hull, 1990/91, 19 - meiste Empty Net Goals: vier Spieler, je 9 - meiste Tore aus Penalty Shots: Pawel Bure, 1997/98, 3 - meiste Tore im Shootout: Ilja Kowaltschuk, 2011/12, 11 - meiste Hattricks: Wayne Gretzky (2×), 10 |

| pro Spiel - meiste Tore: Joe Malone, 1. Februar 1920, 7 - meiste Überzahltore: acht Spieler, je 4 - meiste Unterzahltore: Theoren Fleury, 9. März 1991, 3 - meiste Empty Net Goals: 30 Spieler, je 2 | Sonstige - meiste Tore in einem Spieldrittel: 18 Spieler, je 4 - schnellste 50 Tore in einer Saison: Wayne Gretzky, 1981/82, 39 Spiele |

Playoffs
| gesamte Karriere - meiste Tore: Wayne Gretzky, 122 - meiste Überzahltore: Brett Hull, 38 - meiste Unterzahltore: Mark Messier, 14 - meiste spielentscheidende Tore: Wayne Gretzky & Brett Hull, je 24 - meiste Overtime-Tore: Joe Sakic, 8 - meiste erste Tore in einem Spiel: Wayne Gretzky, 19 - meiste Empty Net Goals: Wayne Gretzky, 9 - meiste Tore aus Penalty Shots: Michael Frolík, 2 - meiste Hattricks: Wayne Gretzky, 10 | pro Saison - meiste Tore: Reggie Leach & Jari Kurri, je 19 - meiste Überzahltore: Mike Bossy & Cam Neely, je 9 - meiste Unterzahltore: sechs Spieler, je 3 - meiste spielentscheidende Tore: Brad Richards, 2004, 7 - meiste Overtime-Tore: Leon Draisaitl, 2025, 4 - meiste erste Tore in einem Spiel: drei Spieler, je 6 - meiste Empty Net Goals: Henrik Zetterberg, 2009, 4 - meiste Tore aus Penalty Shots: kein Spieler mit zwei oder mehr - meiste Hattricks: Jari Kurri, 1985, 4 |

| pro Spiel - meiste Tore: fünf Spieler, je 5 - meiste Überzahltore: elf Spieler, je 3 - meiste Unterzahltore: zwölf Spieler, je 2 - meiste Empty Net Goals: 3 Spieler, je 2 - meiste Tore aus Penalty Shots: kein Spieler mit zwei oder mehr | Sonstige - meiste Tore in einem Spieldrittel: Tim Kerr, 13. April 1985 & Mario Lemieux, 25. April 1989, je 4 - meiste Tore in einer Playoff-Serie: Jari Kurri, 1985, 12 - meiste spielentscheidende Tore in einer Playoff-Serie: Mike Bossy, 1983, 4 - meiste Tore in einem Stanley-Cup-Finale: drei Spieler, je 9 - meiste Tore in Stanley-Cup-Finals: Maurice Richard, 34 |

#### Schnellste Tore
- schnellstes Tor vom Beginn eines Spiels: vier Spieler, je 5 Sekunden
- schnellstes Tor vom Beginn eines Playoff-Spiels: Don Kozak, 6 Sekunden
- schnellstes Tor vom Beginn eines Drittels: vier Spieler, je 4 Sekunden
- schnellstes Tor nach einem Gegentreffer: Doug Gilmour & Mikael Granlund, je 2 Sekunden
- schnellste zwei Tore: Nels Stewart & Deron Quint, je 4 Sekunden
- schnellste zwei Tore vom Beginn eines Spiels: Mike Knuble, 27 Sekunden
- schnellste drei Tore: Bill Mosienko, 21 Sekunden

### Vorlagen
Reguläre Saison
| gesamte Karriere - meiste Vorlagen: Wayne Gretzky, 1963 - meiste Vorlagen in Überzahl: Wayne Gretzky, 686 - meiste Vorlagen in Unterzahl: Mark Messier, 81 | pro Saison - meiste Vorlagen: Wayne Gretzky, 1985/86, 163 - meiste Vorlagen in Überzahl: Mario Lemieux, 1987/88, 58 - meiste Vorlagen in Unterzahl: Wayne Gretzky, 1985/86, 15 |

| pro Spiel - meiste Vorlagen: Billy Taylor & Wayne Gretzky (3×), je 7 - meiste Vorlagen in Überzahl: drei Spieler, je 5 - meiste Vorlagen in Unterzahl: Wayne Gretzky & Bob Brooke, je 3 | Sonstige - meiste Vorlagen in einem Spieldrittel: Dale Hawerchuk, 6. März 1984, 5 |

Playoffs
| gesamte Karriere - meiste Vorlagen: Wayne Gretzky, 260 - meiste Vorlagen in Überzahl: Wayne Gretzky, 90 - meiste Vorlagen in Unterzahl: Wayne Gretzky, 17 | pro Saison - meiste Vorlagen: Connor McDavid, 2024, 34* - meiste Vorlagen in Überzahl: Wayne Gretzky, 1988, 19 - meiste Vorlagen in Unterzahl: Wayne Gretzky, 1983, 5 |

| pro Spiel - meiste Vorlagen: Mikko Leinonen & Wayne Gretzky, je 6 - meiste Vorlagen in Überzahl: Wayne Gretzky, 10. Februar 1987, 5 - meiste Vorlagen in Unterzahl: 14 Spieler, je 2 | Sonstige - meiste Vorlagen in einer Playoff-Serie: Rick Middleton & Wayne Gretzky, je 14 - meiste Vorlagen in einem Spieldrittel: Leon Draisaitl, 22. Mai 2022, 4 |

### Scorerpunkte
Reguläre Saison
| gesamte Karriere - meiste Punkte: Wayne Gretzky, 2857 - meiste Punkte in Überzahl: Wayne Gretzky, 890 - meiste Punkte in Unterzahl: Wayne Gretzky, 149 | pro Saison - meiste Punkte: Wayne Gretzky, 1985/86, 215 - meiste Punkte in Überzahl: Mario Lemieux, 1987/88, 80 - meiste Punkte in Unterzahl: Wayne Gretzky, 1983/84, 23 |

| pro Spiel - meiste Punkte: Darryl Sittler, 7. Februar 1976, 10 - meiste Punkte in Überzahl: 20 Spieler, je 5 - meiste Punkte in Unterzahl: Keith Tkachuk, 8. April 1995, 4 | Sonstige - meiste Punkte in einem Spieldrittel: Bryan Trottier, 23. Dezember 1978 & Mika Zibanejad, 17. März 2021, je 6 |

Playoffs
| gesamte Karriere - meiste Punkte: Wayne Gretzky, 382 - meiste Punkte in Überzahl: Wayne Gretzky, 125 - meiste Punkte in Unterzahl: Wayne Gretzky, 29 | pro Saison - meiste Punkte: Wayne Gretzky, 1985, 47 - meiste Punkte in Überzahl: Wayne Gretzky, 1988, 24 - meiste Punkte in Unterzahl: Wayne Gretzky, 1983, 8 |

| pro Spiel - meiste Punkte: Patrik Sundström & Mario Lemieux, je 8 - meiste Punkte in Überzahl: drei Spieler, je 5 - meiste Punkte in Unterzahl: drei Spieler, je 3 | Sonstige - meiste Punkte in einer Playoff-Serie: Rick Middleton, 1983, 19 |

### Spiel-, Tor-, Vorlagen-, Punkt-Serien
- meiste Spiele in Serie: Phil Kessel, 1064
- meiste Spiele mit mind. einem Tor in Serie: Punch Broadbent, 16
- meiste Spiele mit mind. einem Assist in Serie: Wayne Gretzky, 23
- meiste Spiele mit mind. einem Punkt in Serie: Wayne Gretzky, 51
- meiste Spiele eines Abwehrspielers mit mind. einem Tor in Serie: Mike Green, 8
- meiste Spiele eines Abwehrspielers mit mind. einem Punkt in Serie: Paul Coffey, 28
- meiste Spiele eines Rookies mit mind. einem Punkt in Serie: Paul Stastny, 20

### Spiele, Tore, Vorlage, Punkte für ein Franchise
| Reguläre Saison - meiste Spiele: Gordie Howe, Detroit, 1687 - meiste Tore: Alexander Owetschkin, Washington, 897 - meiste Vorlagen: Ray Bourque, Boston, 1111 - meiste Punkte: Gordie Howe, Detroit, 1809 | Playoffs - meiste Spiele: Nicklas Lidström, Detroit, 263 - meiste Tore: Jari Kurri, Edmonton, 92 - meiste Vorlagen: Wayne Gretzky, Edmonton, 171 - meiste Punkte: Wayne Gretzky, Edmonton, 252 |

### Spiele, Tore, Vorlage, Punkte nach Position

#### Center
Reguläre Saison
| gesamte Karriere - meiste Spiele: Mark Messier, 1756 - meiste Tore: Wayne Gretzky, 894 - meiste Vorlagen: Wayne Gretzky, 1963 - meiste Punkte: Wayne Gretzky, 2857 | pro Saison - meiste Tore: Wayne Gretzky, 1981/82, 92 - meiste Vorlagen: Wayne Gretzky, 1985/86, 163 - meiste Punkte: Wayne Gretzky, 1985/86, 215 | pro Spiel - meiste Tore: Joe Malone, 31. Januar 1920, 7 - meiste Vorlagen: Billy Taylor, 16. März 1947 & Wayne Gretzky (3×), je 7 - meiste Punkte: Darryl Sittler, 2. Februar 1976, 10 |

Playoffs
| gesamte Karriere - meiste Spiele: Mark Messier, 236 - meiste Tore: Wayne Gretzky, 122 - meiste Vorlagen: Wayne Gretzky, 260 - meiste Punkte: Wayne Gretzky, 382 | pro Saison - meiste Tore: Joe Sakic, 1996, 18 - meiste Vorlagen: Wayne Gretzky, 1988, 31 - meiste Punkte: Wayne Gretzky, 1985, 47 | pro Spiel - meiste Tore: 3 Spieler, je 5 - meiste Vorlagen: Wayne Gretzky, 9. April 1987, 6 - meiste Punkte: Patrik Sundström, 22. April 1988 & Mario Lemieux, 25. April 1989, je 8 |

#### Linke Flügelstürmer
Reguläre Saison
| gesamte Karriere - meiste Spiele: Patrick Marleau, 1779 - meiste Tore: Alexander Owetschkin, 897 - meiste Vorlagen: Johnny Bucyk, 813 - meiste Punkte: Alexander Owetschkin, 1623 | pro Saison - meiste Tore: Alexander Owetschkin, 2007/08, 65 - meiste Vorlagen: Jonathan Huberdeau, 2021/22, 85 - meiste Punkte: Luc Robitaille, 1992/93, 125 | pro Spiel - meiste Tore: Cy Denneny, 7. März 1921, 6 - meiste Vorlagen: Don Grosso, 3. Februar 1944, 5 - meiste Punkte: Bert Olmstead, 9. Januar 1954 & Anton Šťastný, 22. Februar 1981, je 8 |

Playoffs
| gesamte Karriere - meiste Spiele: Esa Tikkanen, 186 - meiste Tore: Esa Tikkanen & Alexander Owetschkin, je 72 - meiste Vorlagen: Brian Propp, 84 - meiste Punkte: Brian Propp, 148 | pro Saison - meiste Tore: Steve Payne, 1981 & Kevin Stevens, 1991, je 17 - meiste Vorlagen: Brian Bellows, 1991, 19 - meiste Punkte: Kevin Stevens, 1991, 33 | pro Spiel - meiste Tore: 6 Spieler, je 4 - meiste Vorlagen: Mikko Leinonen, 8. April 1982, 6 - meiste Punkte: 3 Spieler, je 6 |

#### Rechte Flügelstürmer
Reguläre Saison
| gesamte Karriere - meiste Spiele: Gordie Howe, 1767 - meiste Tore: Gordie Howe, 801 - meiste Vorlagen: Jaromír Jágr, 1155 - meiste Punkte: Jaromír Jágr, 1921 | pro Saison - meiste Tore: Brett Hull, 1990/91, 86 - meiste Vorlagen: Nikita Kutscherow, 2023/24, 100 - meiste Punkte: Jaromír Jágr, 1995/96, 149 | pro Spiel - meiste Tore: diverse Spieler, je 5 - meiste Vorlagen: 3 Spieler, je 5 - meiste Punkte: Maurice Richard, 28. Dezember 1944, 8 |

Playoffs
| gesamte Karriere - meiste Spiele: Claude Lemieux, 234 - meiste Tore: Jari Kurri, 106 - meiste Vorlagen: Jari Kurri, 127 - meiste Punkte: Jari Kurri, 233 | pro Saison - meiste Tore: Reggie Leach, 1976 & Jari Kurri, 1985 je 19 - meiste Vorlagen: Nikita Kutscherow, 2020, 27 - meiste Punkte: Mike Bossy, 1981, 35 | pro Spiel - meiste Tore: Maurice Richard, 23. März 1944 & Reggie Leach, 6. Mai 1976, je 5 - meiste Vorlagen: Maurice Richard, 27. März 1956 & Glenn Anderson, 13. Mai 1987, je 5 - meiste Punkte: 5 Spieler, je 6 |

#### Abwehrspieler
Reguläre Saison
| gesamte Karriere - meiste Spiele: Zdeno Chára, 1680 - meiste Tore: Ray Bourque, 410 - meiste Vorlagen: Ray Bourque, 1169 - meiste Punkte: Ray Bourque, 1579 | pro Saison - meiste Tore: Paul Coffey, 1985/86, 48 - meiste Vorlagen: Bobby Orr, 1970/71, 102 - meiste Punkte: Bobby Orr, 1970/71, 139 | pro Spiel - meiste Tore: Ian Turnbull, 2. Februar 1977, 5 - meiste Vorlagen: 6 Spieler, je 5 - meiste Punkte: Tom Bladon, 11. Dezember 1977 & Paul Coffey, 14. März 1986, je 8 |

Playoffs
| gesamte Karriere - meiste Spiele: Chris Chelios, 266 - meiste Tore: Paul Coffey, 59 - meiste Vorlagen: Ray Bourque, 139 - meiste Punkte: Paul Coffey, 196 | pro Saison - meiste Tore: Paul Coffey, 1985, 12 - meiste Vorlagen: Paul Coffey, 1985, 25 - meiste Punkte: Paul Coffey, 1985, 37 | pro Spiel - meiste Tore: diverse Spieler, je 3 - meiste Vorlagen: Paul Coffey, 14. Mai 1985 & Risto Siltanen, 14. April 1987, je 5 - meiste Punkte: Paul Coffey, 14. Mai 1985, 6 |

### Strafen
Reguläre Saison
| gesamte Karriere - meiste Strafen: Dale Hunter, 1347 - meiste Strafminuten: Tiger Williams, 3971 - meiste kleine Strafen: Dale Hunter, 1141 - meiste große Strafen: Tie Domi, 273 | pro Saison - meiste Strafen: Steve Durbano, 1975/76, 124 - meiste Strafminuten: Dave Schultz, 1974/75, 472 - meiste kleine Strafen: Howie Young, 1962/63, 104 - meiste große Strafen: Paul Laus, 1996/97, 39 | pro Spiel - meiste Strafen: Chris Nilan, 31. März 1991, 10 - meiste Strafminuten: Randy Holt, 11. März 1979, 67 - meiste kleine Strafen: drei Spieler, je 7 - meiste große Strafen: vier Spieler, je 4 |

Playoffs
| gesamte Karriere - meiste Strafen: Dale Hunter, 266 - meiste Strafminuten: Dale Hunter, 731 - meiste kleine Strafen: Dale Hunter, 228 - meiste große Strafen: Chris Nilan, 31 | pro Saison - meiste Strafen: Dale Hunter, 1985, 38 - meiste Strafminuten: Chris Nilan, 1986, 141 - meiste kleine Strafen: Dale Hunter, 1985, 31 - meiste große Strafen: Dave Schultz & Terry O’Reilly, je 9 | pro Spiel - meiste Strafen: vier Spieler, je 8 - meiste Strafminuten: Maurice Richard, 11. April 1947, 45 - meiste kleine Strafen: Darin Kimble, 22. April 1991, 8 - meiste große Strafen: sieben Spieler, je 3 |

### Plus/Minus, Schüsse, geblockte Schüsse
Reguläre Saison
| gesamte Karriere - beste Plus/Minus-Wertung: Larry Robinson, +722 - schlechteste Plus/Minus-Wertung: Bob Stewart, –257 - meiste Schüsse: Alexander Owetschkin, 6864 - meiste geblockte Schüsse: Marc-Édouard Vlasic, 2.184 - meiste Checks: Cal Clutterbuck, 4029 | pro Saison - beste Plus/Minus-Wertung: Bobby Orr, 1970/71, +124 - schlechteste Plus/Minus-Wertung: Bill Mikkelson, 1974/75, –82 - meiste Schüsse: Phil Esposito, 1970/71, 550 - meiste geblockte Schüsse: Kris Russell, 2014/15, 283 - meiste Checks: Kiefer Sherwood, 2024/25, 462 | pro Spiel - beste Plus/Minus-Wertung: Tom Bladon, 11. Dezember 1977, +10 - schlechteste Plus/Minus-Wertung: Greg Joly, 16. März 1975, –9 - meiste Schüsse: Ray Bourque, 21. März 1991, 19 - meiste geblockte Schüsse: Kris Russell, 5. März 2015, 15 - meiste Checks: Brady Tkachuk, 6. April 2024, 16 |

Playoffs
| gesamte Karriere - beste Plus/Minus-Wertung: Jari Kurri, +101 - schlechteste Plus/Minus-Wertung: Tomas Sandström, –45 - meiste Schüsse: Ray Bourque, 814 - meiste geblockte Schüsse: Ryan McDonagh, 430 - meiste Checks: Alexander Owetschkin, 629 | pro Saison - beste Plus/Minus-Wertung: Wayne Gretzky, 1985, +27 - schlechteste Plus/Minus-Wertung: Paul Reinhart, 1983, –16 - meiste Schüsse: Nathan MacKinnon, 2022, 117 - meiste geblockte Schüsse: Anton Woltschenkow, 2007, 80 - meiste Checks: Blake Coleman, 2020, 126 | pro Spiel - beste Plus/Minus-Wertung: drei Spieler, je +7 - schlechteste Plus/Minus-Wertung: 14 Spieler, je –6 - meiste Schüsse: Daniel Brière, 23. April 2006, 14 - meiste geblockte Schüsse: Anton Woltschenkow (2×) & David Savard, je 11 - meiste Checks: Brenden Morrow, 5. Mai 2008, 19 |

### Torhüter
Reguläre Saison
| gesamte Karriere - meiste Spiele: Martin Brodeur, 1266 - meiste Siege: Martin Brodeur, 691 - meiste Niederlagen: Martin Brodeur, 397 - meiste Unentschieden: Terry Sawchuk, 171 - meiste Overtime-Niederlagen: Henrik Lundqvist, 96 - meiste Shutouts: Martin Brodeur, 125 - meiste Gegentore: Martin Brodeur, 2781 - meiste erzielte Tore: Martin Brodeur, 2 - meiste Vorlagen: Tom Barrasso, 48 - meiste Strafminuten: Ron Hextall, 584 | pro Saison - meiste Spiele: Grant Fuhr, 1995/96, 79 - meiste Siege: Martin Brodeur & Braden Holtby, je 48 - meiste Niederlagen: Gary Smith, 1970/71, 48 - meiste Unentschieden: Harry Lumley, 1954/55, 22 - meiste Overtime-Niederlagen: Frederik Andersen, 2016/17, 14 - meiste Shutouts: George Hainsworth, 1928/29, 22 - meiste Gegentore: Ken McAuley, 1943/44, 310 - höchste Fangquote: Jacques Plante, 1970/71, 94,4 % - niedrigster Gegentorschnitt: George Hainsworth, 1928/29, 0,92 - meiste Vorlagen: Grant Fuhr, 1983/84, 14 - meiste Strafminuten: Ron Hextall, 1988/89, 113 | pro Spiel - meiste Gegentore: Doug Soetaert, 12. November 1981, 15 - meiste parierte Schüsse: Ron Tugnutt, 21. März 1991, 70 - meiste Vorlagen: Jeff Reese, 21. Februar 1993, 3 Serien - meiste Siege in Serie: Gilles Gilbert, 1975/76, 17 - längste Serie ohne Niederlage: Gerry Cheevers, 1975/76, 32 - meiste Shutouts in Serie: Alex Connell, 1927/28, 7 |

Playoffs
| gesamte Karriere - meiste Spiele: Patrick Roy, 247 - meiste Siege: Patrick Roy, 151 - meiste Niederlagen: Patrick Roy, 94 - meiste Shutouts: Martin Brodeur, 24 - meiste Gegentore: Patrick Roy, 584 - meiste erzielte Tore: Martin Brodeur & Ron Hextall, je 1 - meiste Vorlagen: Grant Fuhr, 14 - meiste Strafminuten: Ron Hextall, 115 | pro Saison - meiste Shutouts: Martin Brodeur, 2003, 7 - meiste Gegentore: Kelly Hrudey, 1993, 74 - höchste Fangquote: Glenn Hall, 1961, 95,2 % - niedrigster Gegentorschnitt: Frank Brimsek, 1939, 1,25 - meiste Vorlagen: Martin Brodeur, 2012, 4 - meiste Strafminuten: Ron Hextall, 1987, 43 | pro Spiel - meiste Gegentore: Murray Bannerman, 14. Mai 1985, 10 - meiste parierte Schüsse: Joonas Korpisalo, 11. August 2020, 85 - meiste Vorlagen: vier Spieler, je 2 |

### Rookies
| Reguläre Saison - meiste Tore: Teemu Selänne, 1992/93, 76 - meiste Tore eines Verteidigers: Brian Leetch, 1988/89, 23 - meiste Vorlagen: Peter Šťastný & Joé Juneau, 70 - meiste Vorlagen eines Verteidigers: Larry Murphy & Lane Hutson, je 60 - meiste Punkte: Teemu Selänne, 1992/93, 132 - meiste Punkte eines Verteidigers: Larry Murphy, 1980/81, 76 - beste Plus/Minus-Wertung: Al Sims, 1973/74, +63 - schlechteste Plus/Minus-Wertung: Greg Joly, 1974/75, –69 - meiste Strafminuten: Joe Kocur, 1985/86, 377 | Playoffs - meiste Tore: Dino Ciccarelli, 1981, 14 - meiste Tore eines Verteidigers: Glen Wesley, 1988, 6 - meiste Vorlagen: Marián Šťastný & Ville Leino, je 14 - meiste Vorlagen eines Verteidigers: Quinn Hughes, 2020, 14 - meiste Punkte: drei Spieler, je 21 - meiste Punkte eines Verteidigers: drei Spieler, je 14 - beste Plus/Minus-Wertung: Ken Morrow, 1981, +20 - schlechteste Plus/Minus-Wertung: Brad Stuart, 2000, –11 - meiste Strafminuten: Ed Hospodar, 1981, 93 | erstes NHL-Spiel - meiste Tore: Auston Matthews, 12. Oktober 2016, 4 - meiste Vorlagen: Earl Reibel & Roland Eriksson, je 4 - meiste Punkte: Al Hill, 14. Februar 1977, 5 |

### Trophäen und Auszeichnungen
| NHL Awards - meiste Hart Memorial Trophies: Wayne Gretzky, 9 - meiste Ted Lindsay/Lester B. Pearson Awards: Wayne Gretzky, 5 - meiste Conn Smythe Trophies: Patrick Roy, 3 - meiste Art Ross Trophies: Wayne Gretzky, 10 - meiste Maurice Richard Trophies: Alexander Owetschkin, 9 - meiste James Norris Memorial Trophies: Bobby Orr, 8 - meiste Frank J. Selke Trophies: Patrice Bergeron, 6 - meiste Lady Byng Memorial Trophies: Frank Boucher, 7 - meiste Vezina Trophies: Jacques Plante, 7 - meiste William M. Jennings Trophies: Patrick Roy & Martin Brodeur, je 5 - häufigster NHL-Spieler des Monats: Mario Lemieux, 13 - häufigster NHL-Rookie des Monats: Teemu Selänne & Connor McDavid, je 3 | Stanley Cup - meiste Stanley Cups: Jean Béliveau, 17 - meiste Stanley Cups als Spieler: Henri Richard, 11 - meiste Stanley Cups als Trainer/Funktionär: Scotty Bowman, 14 - Stanley Cups mit den meisten verschiedenen Teams als Spieler: Jack Marshall, 4 - Stanley Cups mit den meisten verschiedenen Teams als Spieler und Funktionär/Trainer: Al Arbour, 4 - Stanley Cups mit den meisten verschiedenen Teams als Funktionär/Trainer: Tommy Gorman & Scotty Bowman, 4 |

### Altersrekorde
- ältester eingesetzter Spiele: Gordie Howe, 52 Jahre, 11 Tage
- jüngster eingesetzter Spieler: Bep Guidolin, 16 Jahre, 11 Monate, 3 Tage
- ältester Stanley-Cup-Sieger: Chris Chelios, 46 Jahre, 4 Monate, 10 Tage
- jüngster Stanley-Cup-Sieger: Larry Hillman,  18 Jahre, 2 Monate, 9 Tage
- jüngster Mannschaftskapitän: Connor McDavid,  19 Jahre, 8 Monate, 22 Tage

## Teamrekorde

### Reguläre Saison

#### Punkte, Siege, Unentschieden, Niederlagen, (Gegen-)Tore
| 1917/18 bis 1966/67 - meiste Punkte: Detroit Red Wings, 1950/51, 101 - wenigste Punkte: Quebec Bulldogs, 1919/20, 8 - meiste Siege: Canadiens de Montréal, 1955/56, 45 - wenigste Siege: Quebec Bulldogs, 1919/20 & Philadelphia Quakers, 1930/31, je 4 - meiste Unentschieden: Canadiens de Montréal, 1962/63, 23 - meiste Niederlagen: Chicago Black Hawks, 1953/54, 54 - wenigste Niederlagen: vier Teams, je 5 - meiste Tore: Chicago Black Hawks, 1966/67, 264 - wenigste Tore: Chicago Black Hawks, 1928/29, 33 - meiste Tore pro Spiel: Canadiens de Montréal, 1919/20, 5,38 - wenigste Tore pro Spiel: Chicago Black Hawks, 1928/29, 0,75 - meiste Gegentore: New York Rangers, 1943/44, 310 - wenigste Gegentore: Ottawa Senators, 1925/26, 35 - meiste Gegentore pro Spiel: Quebec Bulldogs, 1919/20, 7,38 - wenigste Gegentore pro Spiel: Canadiens de Montréal, 1928/29, 0,98 | seit 1967/68 - meiste Punkte: Boston Bruins, 2022/23, 135 - wenigste Punkte: Washington Capitals, 1974/75, 21 - meiste Siege: Boston Bruins, 2022/23, 65 - wenigste Siege: Washington Capitals, 1974/75, 8 - meiste Unentschieden: Philadelphia Flyers, 1969/70, 24 - meiste Niederlagen: San Jose Sharks, 1992/93, 71 - wenigste Niederlagen: Canadiens de Montréal, 1976/77, 8 - meiste Overtime-Niederlagen: vier Teams, je 18 - meiste Shootout-Siege: Edmonton Oilers, 2007/08, 15 - meiste Shootout-Niederlagen: New Jersey Devils, 2013/14, 13 - meiste Tore: Edmonton Oilers, 1983/84, 446 - wenigste Tore: Buffalo Sabres, 2013/14, 150 - meiste Tore pro Spiel: Edmonton Oilers, 1983/84, 5,58 - wenigste Tore pro Spiel: Buffalo Sabres, 2013/14, 1,83 - meiste Gegentore: Washington Capitals, 1974/75, 446 - wenigste Gegentore: St. Louis Blues, 2011/12, 155 - meiste Gegentore pro Spiel: Washington Capitals, 1974/75, 5,58 - wenigste Gegentore pro Spiel: St. Louis Blues, 2011/12, 1,89 |

#### Sonstige
- höchster Sieg: Detroit Red Wings gegen die New York Rangers, 23. Januar 1944, 15:0
- meiste Tore in einem Spiel: Canadiens de Montréal gegen die Toronto St. Patricks, 10. Januar 1920, 14:7 & Chicago Black Hawks gegen die Edmonton Oilers, 11. Dezember 1985, 9:12
- meiste Tore einer Mannschaft in einem Spiel: Quebec Bulldogs gegen die Canadiens de Montréal, 4. März 1920, 3:16
- meiste Strafminuten in einer Saison: Buffalo Sabres, 1991/92, 2713
- meiste Strafminuten in einem Spiel: Philadelphia Flyers gegen die Ottawa Senators, 5. März 2004, 419
- meiste Siege in Serie: Pittsburgh Penguins, 1992/93, 17
- meiste Heimsiege in Serie: Detroit Red Wings, 2011/12, 23
- meiste Auswärtssiege in Serie: Detroit Red Wings, 2005/06 & Minnesota Wild, 2014/15, je 12
- längste Serie ohne Niederlage: Philadelphia Flyers, 1979/80, 35
- meiste Niederlagen in Serie: Washington Capitals, 1974/75, 17
- längste Serie ohne Sieg: Winnipeg Jets, 1980/81, 30

### Playoffs

#### Gesamt
- meiste Stanley Cups: Canadiens de Montréal, 23 (einen Stanley Cup gewann das Team bereits vor Gründung der NHL)
- meiste Stanley Cups in Serie: Canadiens de Montréal, 1956 bis 1960, 5
- meiste Teilnahmen am Stanley-Cup-Finale: Canadiens de Montréal, 32
- meiste Teilnahmen am Stanley-Cup-Finale in Serie: Canadiens de Montréal, 1951 bis 1960, 10
- meiste Siege in Stanley-Cup-Finals in Serie: Canadiens de Montréal, 1976 bis 1978, 10
- meiste Niederlagen in Stanley-Cup-Finals in Serie: St. Louis Blues, 1968 bis 1970, 12
- meiste Saisons ohne Stanley-Cup-Sieg in Serie: Toronto Maple Leafs, seit 1968, 55
- meiste Saisons ohne Teilnahme am Stanley-Cup-Finale in Serie: Toronto Maple Leafs, seit 1968, 55
- ältestes Franchise ohne Stanley Cup: Buffalo Sabres & Vancouver Canucks, je seit 1971, je 52
- ältestes Franchise ohne Teilnahme am Stanley-Cup-Finale: Winnipeg Jets/Phoenix/Arizona Coyotes, seit 1980, 43
- meiste Playoff-Teilnahmen in Serie: Boston Bruins, 1967/68 bis 1995/96, 29 Saisons
- meiste verpasste Playoff-Teilnahmen in Serie: Buffalo Sabres, seit 2011/12, 12 Saisons
- meiste Playoff-Siege in Serie: Pittsburgh Penguins, 1992 bis 1993, 14
- meiste Playoff-Niederlagen in Serie: Chicago Black Hawks, 1975 bis 1980, 16

#### Pro Saison und Spiel
- meiste Spiele insgesamt: 2014, 93
- meiste Spiele eines Teams: vier Teams, je 26
- meiste Heimsiege: New Jersey Devils, 2003, 12
- meiste Auswärtssiege: fünf Teams, je 10
- meiste Niederlagen: New York Rangers, 2014 & Tampa Bay Lightning, 2015, je 12
- meiste Tore: Edmonton Oilers, 1985, 98
- meiste Gegentore: Los Angeles Kings, 1993, 91
- längstes Playoff-Spiel: Montreal Maroons gegen die Detroit Red Wings, 24. März 1936, 176 Minuten, 30 Sekunden
- meiste Tore in einem Playoff-Spiel: Edmonton Oilers gegen die Los Angeles Kings, 7. April 1982, 8:10
- meiste Tore einer Mannschaft in einem Playoff-Spiel: Edmonton Oilers gegen die Los Angeles Kings, 9. April 1987, 13:3
- meiste Tore einer Mannschaft bzw. insgesamt in einer Playoff-Serie: Edmonton Oilers gegen die Chicago Black Hawks, 1985, 44 (Edmonton) bzw. 69 (insgesamt)
- wenigste Tore einer Mannschaft in einer Playoff-Serie (Best-of-Seven): Minnesota Wild gegen die Mighty Ducks of Anaheim, 2003, 1
- wenigste Tore insgesamt in einer Playoff-Serie (Best-of-Seven): Minnesota Wild gegen die Mighty Ducks of Anaheim, 2003 & Vegas Golden Knights gegen die Los Angeles Kings, 2018, je 10